# Unterseeboot 984
L'Unterseeboot 984 ou U-984 est un sous-marin allemand (U-Boot) de type VIIC utilisé par la Kriegsmarine pendant la Seconde Guerre mondiale.
Le sous-marin fut commandé le 25 mai 1941 à Hambourg (Blohm + Voss), sa quille fut posée le 7 septembre 1942, il fut lancé le 12 mai 1943 et mis en service le 17 juin 1943, sous le commandement de l'Oberleutnant zur See Heinz Sieder (en).
Il est coulé par la Royal Navy dans la Manche, en août 1944.

## Conception
Unterseeboot type VII, l'U-984 avait un déplacement de 769 tonnes en surface et 871 tonnes en plongée. Il avait une longueur totale de 67,10 m, un maître-bau de 6,20 m, une hauteur de 9,60 m et un tirant d'eau de 4,74 m. Le sous-marin était propulsé par deux hélices de 1,23 m, deux moteurs diesel Germaniawerft M6V 40/46 de 6 cylindres en ligne de 1 400 cv à 470 tr/min, produisant un total de 2 060 à 2 350 kW en surface et de deux moteurs électriques Brown, Boveri & Cie GG UB 720/8 de 375 ch à 295 tr/min, produisant un total 550 kW, en plongée. Le sous-marin avait une vitesse en surface de 17,7 nœuds (32,8 km/h) et une vitesse de 7,6 nœuds (14,1 km/h) en plongée. Immergé, il avait un rayon d'action de 80 milles marins (150 km) à 4 nœuds (7,4 km/h; 4,6 milles par heure) et pouvait atteindre une profondeur de 230 m. En surface son rayon d'action était de 8 500 milles nautiques (soit 15 700 km) à 10 nœuds (19 km/h).
L'U-984 était équipé de cinq tubes lance-torpilles de 53,3 cm (quatre montés à l'avant et un à l'arrière) et embarquait quatorze torpilles. Il était équipé d'un canon de 8,8 cm SK C/35 (220 coups), d'un canon antiaérien de 20 mm Flak et d'un canon 37 mm Flak M/42 qui tire à 15 350 mètres avec une cadence théorique de 50 coups par minute. Il pouvait transporter 26 mines TMA ou 39 mines TMB. Son équipage comprenait 4 officiers et 40 à 56 sous-mariniers.

## Historique
Il reçut sa formation de base au sein de la 5. Unterseebootsflottille jusqu'au 31 juillet 1944, puis il intégra sa formation de combat dans la 9. Unterseebootsflottille.
Sa première patrouille est précédée d'un court trajet de Kiel à Egersund. Elle commence le 4 janvier 1944 au départ d'Egersund. Le 22 janvier, le Maschinenobergefreiter Hermann Keller passe par-dessus bord et disparaît dans l'Atlantique Nord. Le 15 février 1944 à 4 h 57, le bateau attaque sans succès un destroyer. Le Commandant Sieder entend une explosion, après 12 min 30 s, d'une torpille T5 tirée contre le navire ; c'est le son d'auto-destruction de la torpille qui est entendu. Durant la nuit du 16 au 17 février 1944, l'U-984 subit des attaques aériennes sans dégât.
En février 1944, l'U-984 et d'autres U-Boote (U-382, U-547, U-592, U-621, U-764 et U-845) connaissent des incidents avec leurs canons anti-aériens de 37mm.
Sa deuxième patrouille débute le 22 mai 1944 lorsqu'il quitte Brest pour les îles Anglo-Normandes. Équipé d'un Schnorchel, l'U-984 rejoint d'autres U-Boote pour former le groupe Dragoner. Cette meute opère entre l'ouest de la Manche et Ouessant en coopération avec des radars à terre, contre les formations de croiseurs et de destroyers alliés. L'objectif est d'évaluer l'efficacité du Schnorchel ainsi que les tactiques pour échapper aux avions ennemis. Les résultats sont négatifs. Après cette mission, l'U-984 rentre à la base.
Sa troisième patrouille se déroule du 6 au 10 juin 1944, soit pendant cinq jours. Le soir du 7 juin 1944, il tire trois torpilles contre un destroyer, sans succès. L'U-984 est forcé de faire route vers sa base pour recharger ses batteries et pour embarquer des torpilles, après des dommages infligés par un avion allié.
L'U-984 reprend la mer pour sa quatrième patrouille le 12 juin 1944 pour la Manche. Deux jours plus tard, il rencontre un groupe naval de lutte anti-sous-marine. Le Commandant Sieder tire deux torpilles T-5 sur la formation alliée. L'une des torpilles reste dans son tube ; l'autre se perd. 
Quatre jours plus tard, il arrive à Saint-Pierre-Port à Guernesey et y recharge ses batteries. Quelques heures après son accostage, des chasseurs-bombardiers attaquent la zone portuaire. L'U-984 quitte Saint-Pierre-Port le 21 juin 1944. Quatre jours plus tard, en baie de Seine, il rencontre une autre escorte (hunter-killer group) contre laquelle il lance deux torpilles T-5. L'une se perd et l'autre touche une frégate britannique à la poupe. Le 29 juin 1944, l'U-984 attaque le convoi EMC-17, au sud-sud-est de l'île de Wight, tirant deux torpilles. L'une touche un cargo américain. Ses autres torpilles touchent trois autres bâtiments américains. Trois sont considérés comme irrécupérables.
L'U-984 commence sa cinquième patrouille le 26 juillet 1944 pour la Manche. Il ne rencontre aucun succès. Le 16 août 1944, il reçoit l'ordre d'abandonner sa mission et de retourner à sa base. Quatre jours plus tard, il est repéré, au sud-ouest d'Ouessant par le destroyer HMS Griffin, accompagné du HMS Hero et HMS Decoy, tous les trois de la marine canadienne, retournant à Londonderry après avoir coulés l'U-621. Le Griffin a un bon contact Asdic à 19 h 35. Le HMS Hero équipé du 147B et du Q-Asdic lance ses derniers obus de mortier sous-marins, sans résultat apparent. Les deux navires à court de carburant quittent la place et le Decoy, affecté d'une panne de sa pompe d'alimentation principale, quitte aussi les lieux. L'U-984, ne donne plus de nouvelles. Il est considéré comme coulé corps et bien avec ses quarante-cins membres d'équipage, à la position 48° 16′ N, 5° 33′ O.

## Affectations
- 5. Unterseebootsflottille du 17 juin 1943 au 31 juillet 1944 (Période de formation).
- 9. Unterseebootsflottille du 1er août 1944 au 20 août 1944 (Unité combattante).

## Commandement
- Oberleutnant zur See Heinz Sieder (en) du 17 juin 1943 au 20 août 1944 (Croix de fer).

## Patrouilles
|       | Commandant         | Départ           | Départ            | Arrivée         | Arrivée           | Jours     | Succès   |
| ----- | ------------------ | ---------------- | ----------------- | --------------- | ----------------- | --------- | -------- |
|       | Oblt. Heinz Sieder | 30 décembre 1943 | Kiel              | 2 janvier 1944  | Egersund          | 4 jours   |          |
| 1     | Oblt. Heinz Sieder | 4 janvier 1944   | Egersund          | 24 février 1944 | Brest             | 52 jours  |          |
| 2     | Oblt. Heinz Sieder | 22 mai 1944      | Brest             | 27 mai 1944     | Brest             | 6 jours   |          |
| 3     | Oblt. Heinz Sieder | 6 juin 1944      | Brest             | 10 juin 1944    | Brest             | 5 jours   |          |
| 4     | Oblt. Heinz Sieder | 12 juin 1944     | Brest             | 19 juin 1944    | Saint-Pierre-Port | 8 jours   |          |
| L     | Oblt. Heinz Sieder | 21 juin 1944     | Saint-Pierre-Port | 5 juillet 1944  | Brest             | 15 jours  | 30 090   |
| 5     | Oblt. Heinz Sieder | 26 juillet 1944  | Brest             | 20 août 1944    | Coulé             | 26 jours  |          |
| Total | Total              | Total            | Total             | Total           | Total             | 116 jours | 30 090 t |

Note : Oblt. = Oberleutnant zur See

### OpérationsWolfpack
L'U-984 a opéré avec les Wolfpacks (meute de loups) durant sa carrière opérationnelle.
- Rügen (14–26 janvier 1944)
- Stürmer (26 janvier – 3 février 1944)
- Igel 1 (3–17 février 1944)
- Dragoner (22–27 mai 1944)

## Navires coulés
L'U-984 a endommagé 1 navire marchand de 7 240 tonneaux, a détruit 3 navires marchands totalisant 21 550 tonneaux et un navire de guerre de 1 300 tonneaux au cours des 5 patrouilles (116 jours en mer) qu'il effectua.
| Date         | Nom              | Nationalité | Tonnage | Convoi | Fait         | Localisation        |
| ------------ | ---------------- | ----------- | ------- | ------ | ------------ | ------------------- |
| 25 juin 1944 | HMS Goodson (en) | Royal Navy  | 1 300   | -      | Perte totale | 50° 00′ N, 2° 49′ O |
| 29 juin 1944 | Edward M. House  | USA         | 7 240   | ECM-17 | Endommagé    | 50° 07′ N, 0° 47′ O |
| 29 juin 1944 | H.G. Blasdel     | USA         | 7 176   | ECM-17 | Perte totale | 50° 07′ N, 0° 47′ O |
| 29 juin 1944 | John A. Treutlen | USA         | 7 198   | ECM-17 | Perte totale | 50° 07′ N, 0° 47′ O |
| 29 juin 1944 | James A. Farrell | USA         | 7 176   | ECM-17 | Perte totale | 50° 07′ N, 0° 47′ O |